# David Gitlis
Pour les articles homonymes, voir Gitlis.
David Gitlis est un producteur, réalisateur et entrepreuneur français né à Saint-Germain-en-Laye le 23 septembre 1978.
Il est aussi connu en tant que chanteur et guitariste du groupe de Rock/Rap français Enhancer. Avec son frère John Gitlis ils forment un binôme référant[Quoi ?] de l'industrie musicale. 

## Biographie

### Origine et formation
David Gitlis est le fils du violoniste franco-israélien d'Ivry Gitlis et de l'actrice allemande Sabine Glaser. Il est le grand-frère de Jonathan Gitlis avec qui il jouait dans le groupe Enhancer et avec lequel il a créé HK Corp.
Dans une interview, il déclare avoir grandi dans la banlieue parisienne et avoir arrêté ces études au collège.

### Carrière
David Gitlis devient le chanteur du groupe Enhancer. Le groupe se produit au Bataclan, Les eurockeennes et Solidays.
Depuis 2010, il est le directeur général d'HK Corp.
En 2011, David Gitlis est nommé aux 54e Grammy awards dans la catégorie "Best Short Form Music Video" avec le clip de Skrillex First of the Year (Equinox).
Il participe à la production de Exposed.

## Discographie
- 1997 - Boys Bands Creator
- 1998 - Biatchs
- 2000 - Et Le Monde Sera Meilleur...
- 2003 - Street Trash
- 2006 - Electrochoc
- 2008 - Nowhere : Live au Furia
- 2008 - Désobéir
- 2011 - Best Of

## Collaboration
Liste exhaustive des artistes avec lesquels David Gitlis a travaillé :
- Skrillex
- Booba
- OutKast
- Travis Scott
- Major Lazer
- Orelsan[10]
- David Guetta
- Carla Bruni
- Céline Dion
- Skip the Use
- Charlie Winston
- NTM
- JoeyStarr
- Kool Shen
- Maitre Gims
- Black M[10]
- Pascal Obispo
- Nolwenn Leroy
- Marina Kaye
- Christophe Maé
- Seth Gueko
- De Palmas
- Pitbull
- Azealia Banks
- Nekfeu
- Kendji Girac
- Lulu Gainsbourg
- Ben l'Oncle Soul
- Noisia
- Foreign Beggars
- Starliners
- Lilly Wood and the Prick
- Minitel rose
- Grems
- PZK
- Disiz la peste
- Pleymo
- Vegastar
- Bukowski
- Amel Bent
- Gaëtan Roussel
- Sniper
- Mélanie Laurent
- Audrey Tautou
- Julien Doré
- Brigitte
- Oren Lavie
- Grégoire
- Ariel Pink
- Mark Maggiori
- Louis Leterrier
- Kalash
- Magic System
- Casseurs Flowters
- Nouvelle Vague
- Bera
- Mélissa Nkonda
- V V Brown
- Max Boublil
- Pierre Guimard
- 113
- Poney Express
- Carbon Airways
- Tom Frager
- Enhancer
- La Caution
- Birdy Nam Nam
- Mouloud Achour
- Soprano
- Youssou N'Dour
- Stromae
- Lilly Wood and the Prick
- Gregory Porter
- Keny Arkana
- Oren Lavie
- Grégoire
- Ariel Pink
- Shane Filan
- Cats on Trees
- Cocoon
- Puggy
- Aketo
- Tunisiano
- La Fouine
- Florent Pagny
- Christophe Maé
- Zinédine Zidane
- Bob Sinclar
- Kungs
- Kery James
- Superbus
- Kyo